# Moghegno
Moghegno  är en ort i kommunen Maggia i kantonen Ticino, Schweiz. 
Moghegno var tidigare en självständig kommun, men 4 april 2004 blev Moghegno och fem andra kommuner en del av den utökade kommunen Maggia.